# Дідишин Михайло Ількович
Михай́ло І́лькович Діди́шин-Юсипчу́к (3 липня 1934) — український краєзнавець, дослідник Гуцульщини, народний майстер, художник, скульптор. Засновник музею Олекси Довбуша у селі Космач Косівського району Івано-Франківської області.
У 1970-х роках Михайло Дідишин розшукав хату-зимівник, що за переказами належала Штефану Дзвінчуку, і в якій був вбитий Олекса Довбуш, переніс її на власне подвір'я і заснував музей Олекси Довбуша з більш ніж 500 експонатами.
У 1988 році Михайло Дідишин спорудив біля музею пам'ятник Олексі Довбушу.
Збирач фольклору, автор книжок:
- Поема про Довбуша
- Поема і пісня про Довбуша
- Голос трембіти
- Бібліотека українця
- Космацька бувальщина